# Hymenomima tharpoides
Hymenomima tharpoides là một loài bướm đêm trong họ Geometridae.